# Audouinia capitata
Audouinia capitata är en tvåhjärtbladig växtart som först beskrevs av Carl von Linné, och fick sitt nu gällande namn av Adolphe-Théodore Brongniart. Audouinia capitata ingår i släktet Audouinia och familjen Bruniaceae. Inga underarter finns listade.